# Englerophytum le-testui
Englerophytum le-testui là một loài thực vật có hoa trong họ Hồng xiêm. Loài này được (Aubrév. & Pellegr.) ined. mô tả khoa học đầu tiên.